# Заборов, Абрам Борисович
Абрам Заборов (бел. Абрам Забораў; 18 февраля 1911, Лиозно, Витебская губерния — 1985, Израиль) — белорусский советский художник еврейского происхождения, отец известного французского художника Бориса Абрамовича Заборова.

## Биография
Мать, Сифра Наумовна, имела хозяйственную лавку, где торговал отец будущего художника, Борис Абрамович. Дед по материнской линии служил приказчиком у лиозненского помещика. Обстоятельства заставили семью покинуть Лиозно и переехать в Велиж, на родину Бориса Абрамовича. Там Абрам Заборов поступил учиться в семилетнюю еврейскую школу, где у него проявились первые склонности к изобразительному искусству.
Это был период гражданской войны и становления Советского государства. Советская пропаганда нуждалась в создании плакатов, лозунгов, агитационных стенгазет и карикатур на участников Белого движения. Абрам Заборов с успехом оформлял работы на эту тему. Преподавателем рисования у него была Марфа Николаевна Волкова, мать будущего известного белорусского художника Анатолия Волкова. По окончании школы Заборов поступил в Витебское художественное училище, которое закончил в 1930 году, после чего переехал в Минск, где провёл значительную часть своей творческой жизни. Был членом Революционной организации мастеров Белоруссии (РОМБ, 1930—1932). В 1935 году у него родился сын — будущий известный художник Борис Заборов.
Работал художником-оформителем. Исполнял государственные заказы по созданию информационных и агитационных стендов, рисовал плакаты на тему советской государственности, изображал деятелей Коммунистической партии Советского Союза, а также реалистичные живописные портреты «героев своего времени». Среди произведений довоенного периода — картины «Смена идёт», «Новые люди, новый город», «Чапаев». Последняя демонстрировалась на Всесоюзной выставке произведений молодых художников, посвящённой 20-летию ВЛКСМ в 1939 году и принесла художнику первую известность и славу. В 1940 году на Декаде белорусского искусства в Москве Заборов представил картину «Где сын?», которая была потом напечатана в журнале Творчество.
Великую Отечественную войну Абрам Заборов провёл на фронте, в авиационной дивизии. После победы над немецко-фашистскими захватчиками вернулся в Минск. Продолжил писать в батальном, историческом, портретном и бытовом жанрах. Член Союза художников СССР. Некоторые из его работ находятся в Национальном художественном музее Республики Беларусь.
В 1979 году Абрам Заборов эмигрировал в Израиль. В кнессете экспонируется одно из его произведений.

## Семья
- Сестра — Роза Борисовна Заборова (1915—?), литературовед[7]
- Брат — Юрий Беркович Заборов (1918—1988), архитектор[8]
- Жена — Эсфирь Иосифовна Заборова (урождённая Раппопорт).
  - Сын — Борис Абрамович Заборов (1935—2021), художник.

## Произведения
- 1939 — «Где сын?»
- 1960 — «Вечер на рейде»
- 1969 — «Солдаты Октября»